# Cecilia Lindemalm
Cecilia Lindemalm, född 27 april 1969, är en svensk författare och litteraturkritiker. 
Lindemalm är civilingenjör i teknisk fysik från KTH och har en fil.kand. i litteraturvetenskap. Hon har varit medarbetare på tidningarna Ny Teknik och Datateknik och  har recenserat skönlitteratur i Hallands Nyheter.
Hennes litterära debut, diktsamlingen I detta vita, outsagda utkom 2004. Hon har därefter utgivit romanen Drömfångar (2008).